# Biserica de lemn din Căpruța

Biserica de lemn din Căpruţa, Arad, 1926

Detalii de la biserica de lemn din Căpruţa, Arad, 1926

Biserica de lemn din Căpruța a fost construită în anul 1786 în satul Căpruța, județul Arad și a fost pictată în 1813, primind hramul „Adormirea Maicii Domnului".
A fost considerată de către Coriolan Petranu ca fiind cea mai reprezentativă biserică de lemn pentru zona Aradului, astfel că în 1926 biserica de lemn din Căpruța a fost introdusă pe lista monumentelor istorice și de artă.
În anul 1925, credincioșii și-au edificat biserica actuală, de zid, care are hramul celei vechi și au cerut aprobarea pentru demolarea locașului de cult de lemn. Biserica de lemn a fost demolată în anul 1931.